# Sara Giraudeau

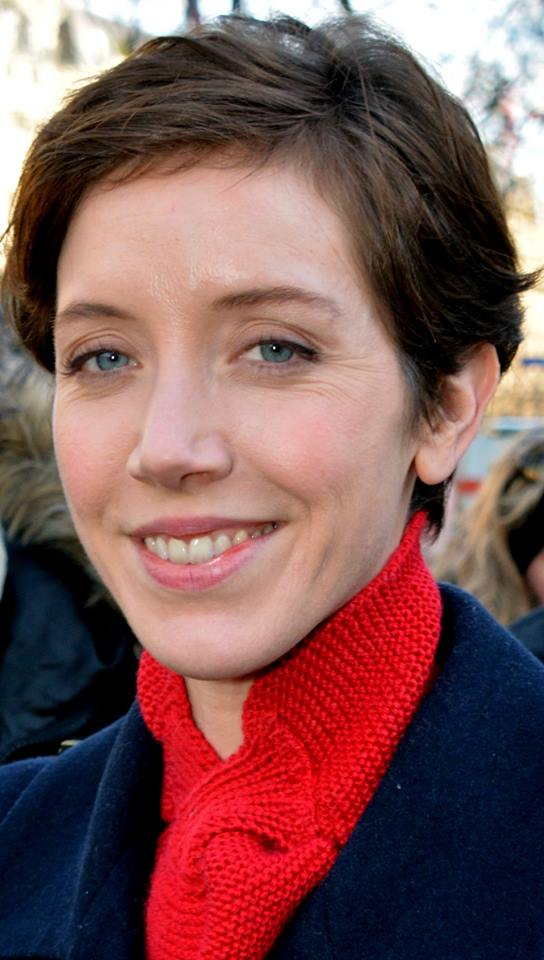
Sara Giraudeau (2018)

Sara Anny Simone Giraudeau (* 1. August 1985 in Boulogne-Billancourt) ist eine französische Schauspielerin.

## Leben
Sara Giraudeau ist die Tochter des Filmemachers Bernard Giraudeau und der Schauspielerin Anny Duperey. Ihr älterer Bruder ist der Schauspieler und Spieleentwickler Gaël Giraudeau.
Bereits im Alter von elf Jahren gab Giraudeau ihr Leinwanddebüt in dem von ihrem Vater inszenierten Drama Launen eines Flusses. Im Alter von 17 begann sie eine Schauspielausbildung bei Jean Périmony. Ab dem Jahr 2005 war sie regelmäßig an unterschiedlichen Theatern zu sehen. So wurde sie 2007 mit dem Spezialpreis Molière de la révélation théâtrale für ihre Darstellung in dem von Patrick Haudecœur geschriebenen Stück La Valse des pingouins ausgezeichnet.
Ab dem Jahr 2008 folgten weitere Rollen in Film- und Fernsehproduktionen. Seit dem Jahr 2015 spielte sie in der Fernsehserie Büro der Legenden die Figur der Marina Loiseau. Für ihre Darstellung der Sonia in der 2015 veröffentlichten Komödie Les bêtises wurde sie bei der Verleihung des nationalen Filmpreises César 2016 mit einer Nominierung als beste Nachwuchsdarstellerin bedacht. Für ihre Darstellung der Pascale Chavanges in dem von Hubert Charuel inszenierten Drama Bloody Milk wurde sie bei der Verleihung des César 2018 als beste Nebendarstellerin ausgezeichnet.
Giraudeau ist mit dem Schauspieler Simon Hubert liiert. Das Paar hat zwei gemeinsame Töchter (* 2011, 2016).

## Filmografie (Auswahl)
- 1996: Launen eines Flusses (Les caprices d’un fleuve)
- 2008: Marie et Madeleine (Fernsehfilm)
- 2008: Les poissons marteaux (Fernsehfilm)
- 2009: L’évasion (Fernsehfilm)
- 2010: Imogène McCarthery
- 2010: Colombe (Fernsehfilm)
- 2013: Boule & Bill – Zwei Freunde Schnief und Schnuff (Boule et Bill – un film de wouf, Sprechrolle)
- 2013: Denis
- 2014: Die Schöne und das Biest (La belle et la bête)
- 2015–2020: Büro der Legenden (Le bureau des légendes, Fernsehserie, 43 Folgen)
- 2015: Les fusillés (Fernsehfilm)
- 2015: Les bêtises
- 2015: Rosalie Blum
- 2016: Vendeur
- 2016: Glücklich geschieden – Mama gegen Papa 2 (Papa ou maman 2)
- 2017: Bloody Milk (Petit paysan)
- 2017: Et mon cœur transparent
- 2019: Meine überirdische Mutter (Si tu vois ma mère, Fernsehfilm)
- 2019: Das Rätsel (Les Traducteurs)
- 2019: Les envoûtés
- 2020: Der Nachtarzt (Médecin de nuit)
- 2020: Meine Schwester, ihre Hochzeit & ich (Le discours)
- 2021: Adieu Monsieur Haffmann
- 2022: La page blanche
- 2022: Le sixième enfant
- 2023: Bernadette
- 2023: Everything is Fine (Tout va bien, Fernsehserie)
- 2025: Die Farben der Zeit (La venue de l’avenir)